# Kuxbo
Kuxbo är en mindre by i Ockelbo kommun i Gästrikland med få bofasta invånare. Byn ligger mellan tätorterna Ockelbo och Åmot. I byn finns bland annat Kubo fäbodar som har varit en så kallad levande fäbod där turister kunnat ta del av ett typiskt fäboliv.